# Pakicetus
Pakicetus – rodzaj prawalenia z rodziny Pakicetidae. Został nazwany w 1981 roku przez Philipa Gingericha i Donalda Russella. Gingerich i Russell do rodzaju Pakicetus zaliczyli nazwany przez nich w 1981 roku P. inachus, będący gatunkiem typowym, oraz P. attocki, opisany w 1980 roku przez Westa jako należący do rodzaju Protocetus. Sam rodzaj Pakicetus Gingerich i Russell zaklasyfikowali do rodziny Protocetidae i opisali jako niewielkiego walenia charakteryzującego się niezwykle wysokimi grzebieniami strzałkowym i karkowym oraz małą puszką mózgową. Holotypem gatunku typowego jest tylna część czaszki odkryta w datowanych na wczesny lub środkowy eocen osadów formacji Kuldana w Pakistanie. Pakicetus miał grubą pustą w środku kość w tylno-dolnej części czaszki, otaczającą ucho środkowe i ucho wewnętrzne, charakterystyczną dla wszystkich waleni (ang. auditory bulla), jednak wykazywał tylko niektóre spośród przystosowań do słyszenia pod wodą występujących u przedstawicieli tej grupy. Budowa czaszki sugeruje jednak, że przedstawiciele Pakicetidae prowadzili lądowy tryb życia, a ich szkielet wykazywał przystosowania do biegania. Niektóre spośród ich zmysłów występują również u zwierząt wodnych, jednak nie muszą oznaczać wodnego trybu życia. Hans Thewissen i współpracownicy w 2001 roku zasugerowali, że Pakicetidae były wodno-lądowe w nie większym stopniu niż tapiry.
Opisany w 2001 roku szkielet Pakicetus attocki dowodzi, że było to zwierzę osiągające rozmiary zbliżone do wilka. W 2009 roku Lisa Noelle Cooper i współpracownicy opisali dwa kolejne gatunki rodzaju Pakicetus – P. calcis i P. chittas – których skamieniałości odnaleziono w środkowoeoceńskich osadach formacji Kuldana w północnym Pakistanie.